# 사이토 류
사이토 류(일본어: 齋藤 竜, 1979년 9월 18일 ~ )는 일본의 전 축구 선수이다.

## 구단 경력
과거 세레소 오사카, 더스파 구사쓰, FC 기후에서 활동하였다.